# Grevskabet Flandern
Grevskabet Flandern (nederlandsk: Het Graafschap Vlaanderen) var et historisk grevskab i Nederlandene.
Det bestod af de belgiske provinser Østflandern og Vestflandern, store dele af det senere franske département Nord (Fransk Flandern, hvor der fortsat lever en befolkningsminoritet, som taler en fransk-flamsk dialekt af nederlandsk) og den sydlige del af den nederlandske provins Zeeland kendt som Nederlandsk Flandern, Zeeuws-Vlaanderen.
I romersk tid lå Flandern i de romerske provinser Gallia Belgica og Germania Inferior og var beboet af galliske stammer, til germanere trængte over Rhinen og blev assimileret og fjernede det romerske kejserstyre. De vigtigste byer var Gent, Brugge, Tournai (Doornik), Kortrijk, Ieper, Middelburg, Oudenaarde, Aalst, Lille (Rijsel), Cambrai (Kamerijk), Douai (Dowaai), Dunkerque (Duinkerke) og Valenciennes (Valencijn).
I moderne tid er det historiske område og grevskabet Flandern delt mellem Frankrig, Belgien og Nederland.

## Historie
I Merovinger-tiden kaldtes området pagus Mempiscus, og navnet Flandern dukkede først op i slutningen af det 7. århundrede samtidigt med kristendommens indførelse som betegnelse for egnen omkring Brugge.
På Cæsars tid var området beboet af keltiske stammer (moriner, menapier og andre), og efter deres undertvingelse tilhørte landet den romerske provins Belgica secunda. Allerede i romersk tid udviklede Flandern sig til en centrum for fremstilling af klæde. I slutningen af det 3. århundrede begyndte germanske stammer især de saliske frankere at trænge ind i landet, og da Stiliko i begyndelsen af 5. århundrede trak alle nordlige romerske legioner tilbage til  Italien, stoppede alle romerske forsøg på at bevare kontrol over området.
I kraft af sin perifere beliggenhed forblev området ret uberørt af de konflikter, som hærgede det frankiske rige under merovingerne, og det formåede at udvikle en omfattende handel med både England og Skandinavien. Som følge af denne velstand var det i Flandern, at den karolingiske kultur nåede sit højdepunkt.
Ved Forliget i Verdun i 843 tilfaldt det vallonske område øst for Schelde Lothar - og det germaniserede område vest for Schelde Frankrig Karl den Skaldede. Han oprettede Markgrevskabet Flandern, som han overdrog til en kriger, Balduin kaldet "Jernarmen", der giftede sig med hans datter Judith, der var enke efter den angelsaksiske kong Ethelwulf, og det er fra dette ægteskab, at den flanderske greveslægt nedstammer. Balduin fik 864 grevskabet som arveligt len, han formåede at holde normannerne borte, men efter hans død i 878 vendte de tilbage.
I det 10. århundrede herskede en række grever, der skiftevis hed Balduin og Arnulf. Udviklingen bevirkede, at de fik stadig større magt. Balduin I's søn, Balduin II (kaldet "den skaldede", død 918) kæmpede tappert imod vikingerne og etablerede forbindelser med det angelsaksiske rige ved at indgå ægteskab med en datter af Alfred den Store. Hans søn, Arnulf (918-964), antog titel af markgreve og blev en af sin tids mægtigste fyrster og kæmpede sammen med kejser Otto den Store mod hertugerne af Normandiet, som forhindrede hans magtudvidelse mod vest. Et regulært lensforhold i forhold til Det tyske rige blev inledt af Balduin IV (988-1036), som bemægtigede sig Valenciennes og Walcheren og derved kom i strid med kejser Konrad 2. af Tyskland, men han var heldig i kampen og erhvervede nogle besiddelser i nærheden af Gent samt de zeelandske øer. Efter den tid skelnede man mellem det egentlige Flandern, Kronflandern, der var et fransk len, og Rigsflandern, som greverne havde som len af Det Tyske Rige. Balduin (V) af Lille (1036—67) knyttede ved sin søns ægteskab for en kort stund Hainaut til sine øvrige besiddelser, mens de Zeelandske øer gik til greven af Holland. Balduin af Lille var 1060-65 under Filip I's mindreårighed Frankrigs regent. Sønnen Balduin (VI) af Mons (1067—71) var gift med Richilde af Hainaut. Efter Balduin VI's død udbrød der strid mellem hans enke Richeldis og hans broder Robert, kaldet "Friseren" (1071—93). Den endte med, at Robert med hjælp fra landene i kystegnene besejrede Richeldis ved Cassel i 1071 og derved kunne overtage magten i Flandern, mens hendes og Balduin VI's søn Balduin måtte lade sig nøje med Hainaut. Robert flyttede tyngdepunktet i sine besiddelser, som også omfattede de Zeelandske øer, op til Brugge og formåde at udvide den flanderske handels indflydelse til Østersøen, og i denne forbindelse fik han sin datter, Adele (Edel), gift med kong Knud den Hellige i Danmark.
Roberts søn, Robert 2. (1093—1111), deltog i det første korstog, hvor man tilbød ham Jerusalems krone, som han dog afslog.
Da sønnen Balduin 7. døde barnløs i 1119, arvede Adeles og Knuds søn Karl den Danske Flandern (1119—1127). Han holdt god orden i grevskabet og var en dygtig hersker, der beskyttede borgere og bønder mod storvasalllerne. Hans ry bredte sig langt ud over landet. Da han blev myrdet under en sammensværgelse i marts 1127 i Donatus-kirken i Brugge og ikke efterlod sig arvinger, fik kong Ludvig 6. af Frankrig borgerne til at støtte hans prætendent Vilhelm af Normandiet, men da denne ikke holdt sine store løfter, vendte stæderne sig imod ham, og Gent og Brugge valgte Didrik af Elsass til deres greve (1128—1168). Han fulgtes af sønnen Filip (1168—1191). Ved dennes død fik søsteren Margrete, gift med Balduin af Hainaut, magten, hvorved Hainaut og Flandern atter forenedes, og da Filip August ville inddrage landet som et udslukket len, vandt hun ham for sig ved at afstå det senere Artois. Med deres søn Balduin, der deltog i det fjerde korstog og blev valgt til kejser i Byzans, uddøde Balduin af Jernarmens mandlige efterkommere i 1206.

### Økonomisk blomstring
Filip August bemægtigede sig grevskabet, men lod sig dog bevæge til at give det tilbage til Balduins datter Johanne, mod at hun afstod Valenciennes til Frankrig. Da Johanne døde i 1244, overtog hendes søster Margrete regeringen, men de egentlige herrer var dog stæderne, som hun gav vidtrækkende privilegier. Under den gamle greveslægt havde en virkelig flamsk nationalitet efterhånden udviklet sig. Ikke mindst kystbefolkningen var drivkraften bag denne udvikling, idet man udviklede hvalfangst (endnu i det 12. århundrede forekom hvaler i Nordsøen) og sildefiskeri, ligesom man ved omfattende digebyggerier forsøgte at tørlægge sumpområderne ved kysten og i forlængelse heraf slog sig sammen i velorganiserede samarbejdsforbund (wateringues). Endelig nåede uldproduktionen nye højder og i forlængelse heraf klædefabrikationen. Fyrsterne havde holdt adelen nede og beskyttet stæderne, og Flandern blev hurtigt Nordeuropas egentlige handelscentrum. Særlig var Brugge en blomstrende stad. Som sæde for Nordens største pengemarked og et af Hansestædernes kontorer blev det den store stabelplads for Østersøens og Middelhavets varer, især efter at den italienske handel fra 1318 var begyndt at gå søværts til Flandern. Landet var dog ikke blot modtagende, men også ydende, og dets tæpper og uldstoffer var hele den civiliserede verden over en højt skattet handelsvare.

### Urotider
Efter Karl den Danskes død og under indtryk af den store velstand blev Flandern gennem flere århundreder udsat for de franske kongers forsøg på at indlemme dette len som en del af kronens besiddelser. Ludvig VI's bestræbelser i den retning under stridighederne mellem de mange tronprætendenter i 1127 strandede imidlertid på stædernes modstand, og Flandern var i 1128 tilfaldet Robert Friserens dattersøn Didrik af Elsass, men han døde i 1168, og hans slægt uddøde allerede med sønnen Filip, som deltog i tredje korstog og faldt uden for Acre i 1191, hvorefter Flandern og Hainaut atter blev forenet under Filips søster Margareta og hendes ægtefælle, Balduin af Hainaut.
Deres søn Balduin IX, den sidste af huset Flandern, deltog i det fjerde korstog. Han blev i 1204 den første latinske kejser i Konstantinopel og døde i bulgarsk fangenskab efter nederlaget ved Adrianopel i 1205. Den franske kong Filip August genoptog straks Ludvig VI's indblandingspolitik, tog Balduins døtre i sin varetægt og bortgiftede i 1212 den ældste, Johanna, med Ferdinand af Portugal, som imidlertid i kraft af den flandriske befolknings stærke ønske om fred med England endte som Filip Augusts modstander og i 1214 sammen med englændere og tyskere kæmpede mod sin lensherre ved Bouvines. Han blev senere holdt i fangenskab i Paris til 1226 og styrede derefter landet som lydig fransk vasal til sin død 1233.
Efter Johannas død i 1244 gik Flandern i arv til Balduin IX's yngre datter Margareta, der fra 1223 havde været gift med en ridder fra ChampagneGuillaume de Dampierre. Efter langvarige stridigheder tilkendtes i 1246 ved Ludvig IX's afgørelse Hainaut til sit barn i et tidligere ægteskab med Burchard af Avesnes. Under huset Dampierre nåede den flandriske handel og industri sin rigeste udvikling. De store flandriske handelsbyer Brugge, Gent, Ypres og andre blev internationale stabelpladser for handel både på germanske og romanske lande. Emigrationen ophørte i slutningen af 1200-tallet, befolkningen voksede hurtigt, og nye omfattende opdyrkninger skete ved kysten. Fyrsterne frigjorde sig stadig mere fra afhængighed af vasaller og organiserede en effektiv fogedforvaltning, men deres magt blev i virkeligheden stadig mere indskrænket i kraft af den gældsætning, som de satte sig i til byerne og de der bosatte lombardiske bankfolk. I byerne udviklede sig fra slutningen af 1200-tallet en voksende modsætning mellem de franskvenlige patriciere og det stadig mere selvbevidste håndværkerproletariat, som grevemagten efterhånden udviklede sine forbindelser med. De heftige stridigheder, som med mellemrum brød ud, kunne i kraft af de franske kongers indblanding fremstå som om de var af national karakter, men i virkeligheden var de af social karakter. Borgerne og bønderne, der ligeledes havde nydt en ikke ringe frihed, havde været det gamle dynastis støtter, men nu afløstes det af en ny slægt, hvis politik ikke svarede til landets interesser, og hvis ridderlige hofliv og ødselhed stillede store krav til borgernes lommer. Det var derfor intet under, at de lavere stænder derfor protesterede, og at Flanderns historie i den følgende tid er en vedvarende kamp mellem stæderne og greven, der som regel fik hjælp fra Frankrig.
Margrete havde ved sin død i 1280 delt sine lande mellem sine to sønner: Jean d’Avesnes af første ægteskab fik Hainaut, mens Flandern tilfaldt den yngre Gui de Dampierre. Som følge af den flandriske industris behov for en fast og sikker uldimport fra England udviklede Gui de Dampierre sit politiske forhold til kong Edvard I i England og indgik i 1297 forbund med denne mod Filip den Smukke i Frankrig, men blev ladt i stikken af sin allierede og kom i 1300 i fransk fangenskab. Det lavere borgerskab harmedes imidlertid over franskmændenes udsugelser, og ledet af Peter de Coninck dræbte de den fremmede garnison i Brugge og tilføjede den franske ridderhær et nederlag ved Courtrai i 1302. Gui døde i 1305, og med hans søn og efterfølger Robert de Béthune (1305—1320) sluttede Filip en hård fred, der indskrænkede Flanderns territorium betydeligt, idet den fanske konge overtog det vallonske område med Lille og Douai, men det indebar også at de franske bestræbelser på at vinde Flandern havde lidt nederlag. Stæderne nægtede dog at anerkende freden, og først i 1320 kan striden betragtes som endt. Den havde styrket demokratiet og lavene og gjort grevens magt næsten illusorisk.
Den sociale stemning bevirkede i 1323 et oprør mod adelen fra Vestflanderns kystbefolkning under ledelse af Nikolaus Zannekin, og håndværkerne i Brugge sluttede sig til oprørerne. Den fransksindede greve, Roberts af Béthunes sønnesøn Ludvig af Nevers (1322-46), blev fordrevet, og borgmesteren i Brugge, Vilhelm De Deken, lovede at
anerkende Edvard II i England som fransk konge, hvis England ville støtte oprørerne. Den franske konge Filip af Valois formåede imidlertid i 1328 efter sejren ved Cassel at nedkæmpe oprøret, han eliminerede De Deken og genindsatte Ludvig af Nevers, som uden tanke for de rent flandriske interesser trofast stod ham bi mod tronkræveren kong Edvard III i England. Under den følgende kamp mellem Frankrig og England (Hundredårskrigen) var greven en tro tilhænger af Frankrig, mens borgerstanden var engelsksindet, da England udgjorde det store marked, der forsynede dem med uld, og væverierne var stadig landets hovedindtægtskilde.
Edvard III indledte hundredeårskrigen ved i 1338 at gå i land i Antwerpen og i 1340 i Gent lade sig hylde sig som retmæssig fransk konge. Hans allierede i Flandern var den folkelige leder Jakob van Artevelde i Gent, som i 1337 forlangte, at landet skulle holde sig neutralt, for at "ulden kunne komme ind i Flandern" og i 1338 fik fordrevet Ludvig af Nevers og en tid udøvede næsten diktatorisk magt i sin hjemby, som han forsøgte at gøre til den ledende by i Flandern. Han blev imidlertid dræbt under et af væverne organiseret oprør i 1345, formentlig fordi han nærmede sig England i højere grad, end mange fandt det tjenligt. Året efter faldt grev Ludvig af Nevers ved Crecy, hvorpå stæderne villigt hyldede hans søn Ludvig af Maele (1346-84), den sidste af huset Dampierre, som dygtigt forstod at udnytte sin vanskelige stilling mellem de demokratiske borgere og de stridende konger i Frankrig og England til at udvide sit landområde og hævde sin stilling. Han styrkede især sin position ved at yde beskyttelse af de mindre byer mod pres fra de tre største, Brugge, Gent og Ipres, som normalt holdt sammen, men med mellemrum spildte deres kræfter på blodige indbyrdes fejder. En strid, der brød ud i 1379 mellem Gent og Brugge, udviklede sig til en almindelig social rejsning, hvor lederen af Gents forsvar, Filip van Artevelde i 1382 foretog et modangreb på Brugge, hvis patriciere blev udplyndrede, men Ludvig vendte tilbage med en fransk hjælpehær, og det trodsige flandriske demokratis magt blev knust i det blodige slag ved Roosebeke den 23. november 1382, hvor Filip faldt. Året efter døde grev Ludvig, og Flandern tilfaldt Filip den Dristige af Burgund, der var gift med Ludvigs datter Margrete.

### Under Burgund
Efter at stæderne ved Freden i Tournai (1385) havde anerkendt den ny greve-hertug, var landets historiske rolle væsentlig til ende. Det blev et led i den store burgundiske hus magt, og med stædernes vidtstrakte kommunale rettigheder gik det, om end ikke uden kamp, efterhånden mere og mere tilbage. Men handel og industri blomstrede stadig, og i van Eyckernes værksted skød den transalpinske renæssance sine fagreste skud. Landets og folkets rigdom var bekendt viden om: ligesom Milano var det bedste hertugdømme, var Flandern det bedste grevskab, sagde man.

### Under Habsburg
Da den burgundiske mandsstamme uddøde med Karl den Dristige i 1477, gik Flandern over til hans datter Marie, der var gift med den senere tyske kejser Maximilian, og knyttedes af Karl 5. til de øvrige habsburgske Hus’ lande, idet lensforholdet til Frankrig hævedes ved Freden i Madrid i 1526. I 1548 forenedes det med de 16 andre nederlandske provinser til den 10. såkaldte Burgundiske Kreds.
Under den nederlandske frihedskrig sluttede Flandern sig en stund til de nordlige provinser men blev vundet tilbage til Spanien af Alexander Farnese; dog afstodes ved Den westfalske Fred i 1648 den nordligste del af landet til Nederlandene, og ved Pyrenæerfreden i 1659 tabtes Artois til Frankrig, lige som Ludvig 14. ved de følgende fredsslutninger i Aachen (1668), Nijmegen (1679) og Utrecht (1713) erhvervede en række grænsefæstninger. Resterne af Flandern blev ved freden i Rastatt 1714 overdraget til Østrig. I 1794 erobredes det tillige med de øvrige Spanske Nederlande af Jourdan, og under navn af Dept. Lys (Vestflandern) og Escaut (Østflandern) forenedes det med Frankrig.

### Senere skæbne
Ved Wienerkongressen i 1814 henlagdes Flandern til Kongeriget Nederlandene, af hvilket det udgjorde en del indtil Belgiens uafhængighedserklæring i 1830.